# Carl Kaempffer
Carl Kaempffer (* 6. Mai 1784 in Hasserode–Friedrichsthal; † 18. Dezember 1846 in Neustrelitz, Mecklenburg-Strelitz) war ein deutscher Theologe, Superintendent und Hofprediger.

## Leben
Kaempffer war Sohn des Superintendenten und Hofpredigers Johann Gottlieb Friedrich Kaempffer (1753–1821) in Hasserode-Friedrichsthal bei Wernigerode. Er besuchte die Latina der Franckeschen Stiftungen und studierte an der Friedrichs-Universität Halle Evangelische Theologie. Zwischen 1802 und 1804 wurde er Mitglied des Corps Saxonia Halle.  Wie damals üblich wurde er nach dem Examen zunächst Hauslehrer, beim Staatsminister August von Oertzen in Neustrelitz. Nach kurzer Zeit wurde er als Lehrer an das Gymnasium Carolinum (Neustrelitz) berufen, wo er 1811 zum Professor aufrückte. Zu Ostern 1829 folgten die Ernennung zum Direktor und die Verleihung des Titels Schulrat. Mit seiner Ernennung zum Superintendenten und Hofprediger als Nachfolger von Andreas Friedrich Gottlob Glaser am 25. März 1838 legte Kaempffer sein Schulamt am 17. März 1838 nieder. Er starb als Geheimer Kirchenrat mit 62 Jahren in Neustrelitz.

## Werke
- Über den Zweck der Gelehrtenschule im christlichen Staate nebst einer Darlegung, wie das Gymnasium zu Neustrelitz diesen Zweck zu erreichen sucht. Neustrelitz 1822.
- Über die Erziehung zur Sittlichkeit auf Gymnasien. Neustrelitz 1830.
- Aphorismen, den Unterricht in der Religion betreffend. Neustrelitz 1834.
- Predigt bei der Einweihung der Marienkirche in Neubrandenburg. 1841.
- Kaempffer & Gerling: Zwei Festreden am 25jährigen Jubelfest des Großherzoglichen Landschul-Lehrer-Seminars zu Mirow (16. Mai 1845). 1845.